# Marianette Jaimes-Guerrero
Marianette Jaimes-Guerrero és una escriptora mig yaqui/juaneño i mig europea, experta en drets indígenes i bioètica, professora d'estudis femenins a la Universitat de San Francisco, i ha col·laborat amb Women of All Red Nations, Indigenous Women’s Network i l'American Indian Anti-Defamation Council. Ha editat The State of Native North America Native Genesis (1992), Native Womanism: Exemplars of Indigenism i Global Genocide: A Case for Biocolonialism.